# Хара Сагієр
Хара Сагієр (ісп. Jara Saguier) — прізвище кількох колишніх парагвайських футболістів-братів:
- Даріо Хара Сагієр (нар. 1930)
- Енріке Хара Сагієр (нар. 1934)
- Анхель Хара Сагієр (1936—2008)
- Альберто Хара Сагієр (нар. 1943)
- Карлос Хара Сагієр (нар. 1950)